# Rivière Caniapiscau
Pour les articles homonymes, voir Caniapiscau (homonymie).
La rivière Caniapiscau est une rivière du Québec (Canada). Un des deux principaux affluents de la rivière Koksoak avec la rivière aux Mélèzes, elle traverse le Nunavik du sud au nord sur 400 kilomètres. Elle contribue au bassin hydrographique de la baie d'Ungava. Depuis la construction du complexe La Grande, qui a détourné son cours supérieur à compter de 1981, la rivière prend sa source en aval de l'évacuateur de crues Duplanter du réservoir de Caniapiscau. 

## Toponymie
En 1820, James Clouston, un employé de la Compagnie de la Baie d'Hudson navigue sur la rivière et la désigne sous le nom de « Caniapuscaw ». En 1828, l'explorateur William Hendry l'orthographie plutôt « Canniappuscaw ». Le géologue Albert Peter Low utilisa quant à lui « Kaniapiskau » en 1898. Le nom se standardise à partir du milieu du XXe siècle.
En 1997, la Commission de toponymie du Québec a modifié la désignation du cours supérieur de la rivière Caniapiscau pour la renommer rivière René-Lévesque*.

## Géographie

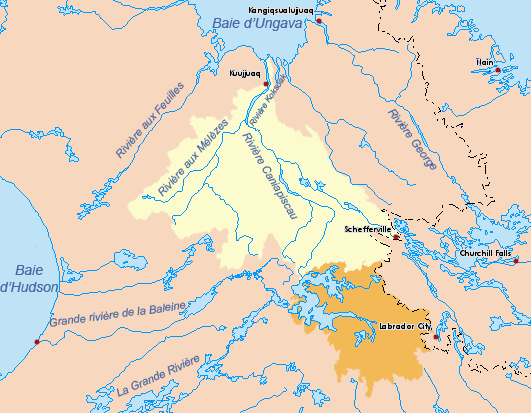
Bassin versant de la rivière Koksoak.

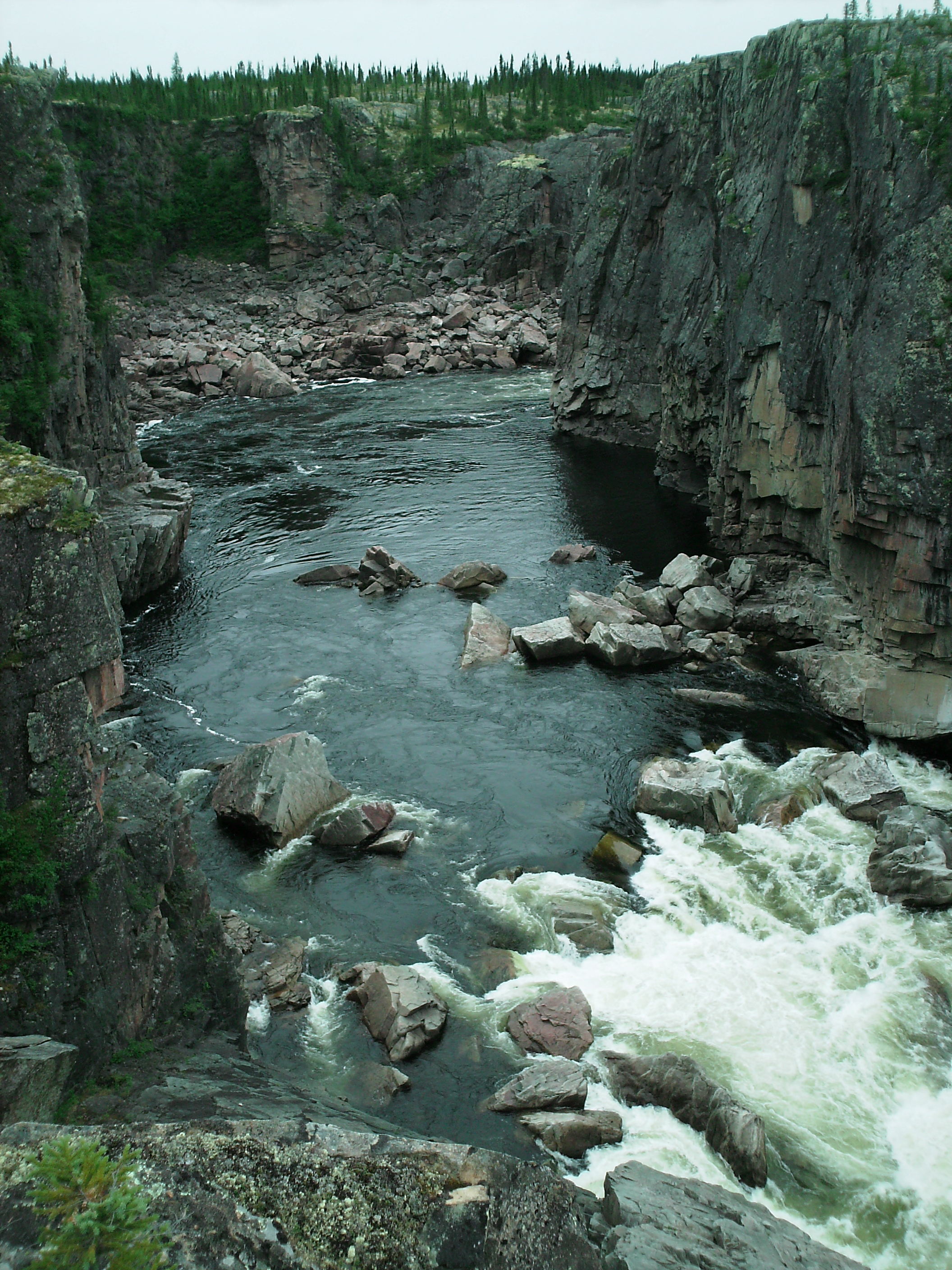
Canyon Eaton.

### Chutes et canyons
- Gorge d'en Haut - 55° 01′ 34″ N, 69° 39′ 01″ O
- Gorge d'en Bas (Lower Gorge) - 55° 30′ 53″ N, 68° 21′ 23″ O
- Canyon Eaton - 55° 33′ 23″ N, 68° 12′ 15″ O
- Chute au Granite - 55° 50′ 38″ N, 68° 25′ 18″ O
- Chute aux Schistes - 56° 44′ 39″ N, 69° 01′ 05″ O
- Chute de la Pyrite - 57° 26′ 00″ N, 69° 14′ 33″ O
- Chute du Calcaire - 57° 28′ 48″ N, 69° 18′ 30″ O
- Gorge Manitou - 57° 33′ 02″ N, 69° 26′ 38″ O

### Affluents
Rive-Est de la rivière Caniapiscau : (en partant de l'aval)
- Rivière Situraviup
- Rivière Swampy Bay
- Rivière Goodwood
- Rivière du Sable (Caniapiscau)
- Rivière Bras de Fer

Rive-Ouest de la rivière Caniapiscau : (en partant de l'aval)
- Rivière Forbes
- Rivière Châteauguay (Nord-du-Québec)
- Rivière de la Mort
- Rivière Beurling
- Rivière Pons
- Rivière Sérigny